# 楊士勛
楊士勛（？—？），史籍無攷，生卒年、籍貫皆不詳。
《四庫總目提要》推斷為唐太宗貞觀中期時人。初唐曾擔任國子博士，參與孔穎達監修的《五經正義》，與谷那律故、朱長才等人一同編輯其中《春秋正義》。另在擔任國子四門助教時又自行根據晉人范甯的《春秋榖梁集解》來編纂《榖梁疏》，此二書皆列入後來的《十三經注疏》系統中。